# Gyula Schubert
Pour les articles homonymes, voir Schubert.
Gyula Schubert ou encore Július Schubert voir Giulio Schubert (né le 12 décembre 1922 à Budapest et mort le 4 mai 1949 à Superga dans le Piémont en Italie), est un joueur de football hongrois naturalisé tchécoslovaque, qui évoluait au poste de Mezzala (milieu gauche).

## Biographie
Lors de la saison 1945-1946 du championnat de Hongrie, il se met en évidence en inscrivant 34 buts en 32 matchs, soit une moyenne supérieure à un but par match.
Racheté début 1949 par le président du Grande Torino au Bratislava, mais bloqué par le grand Valentino Mazzola, il trouve rarement une place dans le XI torinista (seulement cinq apparitions, et le but du succès extérieur contre Pro Patria lors du championnat 1948-1949). Il joue également le dernier match de championnat du Torino, à San Siro, qui se termine par un 0-0, où il est positionné en tant que milieu de terrain gauche, en remplacement d'un Valentino Mazzola malade qui voulait se reposer avant un match amical à Lisbonne.
Il est d'origine allemande mais hongroise de naissance (en jouant notamment pour la Hongrie B) et bohème par acquisition (il porte le maillot de l'équipe nationale tchécoslovaque).
Il reçoit sa première sélection en équipe de Tchécoslovaquie le 23 mai 1948, contre la Hongrie, où il inscrit un but (défaite 2-1 à Budapest). Il reçoit sa seconde sélection le 31 octobre 1948, contre l'Autriche (victoire 3-1 à Bratislava).
Après la Tragédie de Superga, Schubert est le seul des joueurs décédés à ne pas avoir la présence de parents et d'amis lors des funérailles à Turin. Tout aussi inexplicablement, aucun parent ne s'est jamais activé pour un possible rapatriement de son corps ; en conséquence, il est enterré au cimetière monumental de Turin, avec sept autres de ses camarades.

## Statistiques
| Saison                | Club                  | Championnat           | Championnat | Championnat | Coupe(s) nationale(s) | Coupe(s) nationale(s) | Drapeau de la Hongrie · Drapeau de la Tchécoslovaquie | Drapeau de la Hongrie · Drapeau de la Tchécoslovaquie | Total | Total |
| Saison                | Club                  | Division              | M.          | B.          | M.                    | B.                    | M.                                                    | B.                                                    | M.    | B.    |
| 1943/44               | Ganz TE               | NBII.                 | ?           | ?           | ?                     | ?                     | -                                                     | -                                                     | ?     | ?     |
| 1944                  | Ganz TE               | NBII.                 | -           | -           | -                     | -                     | -                                                     | -                                                     | -     | -     |
| 1944/45               | Ganz TE               | NBI                   | 8           | 4           | -                     | -                     | -                                                     | -                                                     | 8     | 4     |
| Sous-total            | Sous-total            | Sous-total            | 8+          | 4+          | ?                     | ?                     | -                                                     | -                                                     | 8+    | 4+    |
| 1945                  | Kőbányai B.           | NBII.                 | 9/24        | 11+         | -                     | -                     | -                                                     | -                                                     | 9+    | 11+   |
| 1945/46               | Kőbányai B.           | NBI                   | 31          | 34          | -                     | -                     | 1                                                     | 0                                                     | 32    | 34    |
| Sous-total            | Sous-total            | Sous-total            | 40+         | 45+         | -                     | -                     | -                                                     | -                                                     | 40+   | 45+   |
| 1946/47               | SK Bratislava         | I.                    | ?           | 9           | -                     | -                     | -                                                     | -                                                     | ?     | 9     |
| 1947/48               | SK Bratislava         | I.                    | ?           | 15          | -                     | -                     | 1                                                     | 1                                                     | ?     | 16    |
| 1948                  | SK Bratislava         | I.                    | 3           | 0           | -                     | -                     | 1                                                     | 0                                                     | 4     | 0     |
| Sous-total            | Sous-total            | Sous-total            | ?           | 24          | -                     | -                     | -                                                     | -                                                     | ?     | 25    |
| 1948/49               | Torino FC             | D1                    | 5           | 1           | -                     | -                     | -                                                     | -                                                     | 5     | 1     |
| Sous-total            | Sous-total            | Sous-total            | 5           | 1           | -                     | -                     | -                                                     | -                                                     | 5     | 1     |
| Total sur la carrière | Total sur la carrière | Total sur la carrière | ?           | 74+         | ?                     | ?                     | 3                                                     | 1                                                     | ?     | 75+   |

## Palmarès
Torino
- Championnat d'Italie (1) :
  - Champion : 1948-49.